# Alvare III du Kongo
Alvare III du Kongo (Mbika-a-Mpangu Nimi Lukeni lua Mvemba en kikongo et D. Álvaro III en portugais), né en 1595, fut roi du royaume du Kongo de 1615 à sa mort le 4 mai 1622.

## Biographie
Alvare III est le fils du roi Alvare II du Kongo et d'une mère d'origine servile non liée à un membre de la famille royale. Désigné comme héritier par son père, il monte sur le trône un an après la mort de ce dernier, en août 1615, après avoir fait tuer son oncle Bernard II du Kongo. Il bénéficie de l'appui deux nobles qui n'appartiennent pas à la famille royale : Dom Miguel qu'il nomme comte de Soyo et Dom Antonio da Silva, duc de Mbamba, dont il a épousé la fille.
Son beau-père, qui s'attribue le titre de « grand-duc de Mbamba » (mani Mbamba) dans les documents, s'oppose à lui et le menace d'une guerre en 1616. En 1618, il envahit la province de Mpemba, où était gouverneur Dom Félix, frère du roi Alvare III. Le gouverneur est obligé de fuir. Le duc fait ensuite la guerre au roi lui-même, mais il meurt en 1620. Le roi recherche ensuite l'appui de Manuel Jordão qu'il nomme duc de Nsundi en 1621.   
Le roi Alvare III réussit provisoirement à expulser les Hollandais de l'embouchure du fleuve Congo, mais il meurt dès le 5 mai 1622. Son fils Ambroise, jugé trop jeune, est écarté de la succession au profit d'un prince d'une autre lignée royale, Pedro Nkanga a Mvika, qu'il avait fait duc de Mbamba.

## Sources
- (en) Ann Hilton, The Kingdom of Kongo, Clarendon Press, 1985, p. 86-87  Fig 1
- (en) John K. Thornton, Elite Women in the Kingdom of Kongo : Historical Perspectives on Women's Political Power, The Journal of African History  publié par Cambridge University Press. Vol. 47, No. 3, 2006, p. 437-460
- (en) John K. Thornton, A history of west central Africa to 1850, Cambridge, Cambridge University Press, 2020, 365 p. (ISBN 978-1-107-56593-7).